# وقواق (أسطورة)
الوقواق (بالإنجليزية: Cuckoo)‏ طائر بني اللون ضارب إلى الرمادی عادة، طويل الذيل وبأجنحة مدببة وتشير الأساطير اليونانية والهندوسية إلى الوقواق لشهوته الجنسية، فإله السماء زیوس عند اليونان، وإله السماء إندرا في الهندوسية تحولا إلى طائرين من طيور الوقواق ليكتسبا ميزة في عيون بعض الفتيات. وكان الرومان يسمون الزناة بالوقواق.